# Шерей Ганна Костянтинівна
Га́нна Костянти́нівна Шере́й (дівоче прізв. Кузьміна; 31 січня (13 лютого) 1907,  м. Ромни, Полтавська губернія, Російська імперія — 19 жовтня 1993, Нью-Йорк, США) — концертна та оперна співачка (мецо-сопрано), представниця української діаспори.

## Життєпис
Народилася в багатодітній сім'ї службовця в повітовому місті Ромни. Мала гарний голос, вже в 9-річному віці вже співала у цековному хорі. Вчилася в Роменській музичній школі (1923—1928 рр., клас колишньої співачки Паризької опери Ольги Юріївни Варецької).
Сценічну діяльність розпочала в середині 20-х років у Роменському музично-драматичному театрі, виконувала переважно дитячі ролі, а 16-річною вже співала партію Няньки в опереті «Вій» та Циганки — у «Сорочинському ярмарку» (за творами М. Гоголя).
Музичну освіту здобула у Державному музично-драматичному інституті ім. М. Лисенка (Київ).
З 1928 по 1937 рік була солісткою української мандрівної капели «Думка» (художній керівник та диригент Н. Ф. Городовенко). Саме Нестор Городовенко, дружиною якого Ганна Шерей була понад десять років, допоміг їй полюбити і глибоко зрозуміти українську пісню. У своїх спогадах співачка писала:
|  | ...Музична школа з моїми професорами дала мені фахову освіту, але полюбити пісню, подати її так, щоб вона засяяла всіма барвами і дійшла до слухача, — цьому я завдячую моєму незабутньому вчителю — Нестерові Городовенкові. |

З капелою «Думка» здійснила 1929 року триумфальні гастролі до Франції, виступала в Парижі, Ліоні, Бордо та інших великих містах країни.
У 1937 р. Ганна Шерей стала хористкою новоствореного ансамблю української пісні й танцю під керівництвом Павла Вірського.
У 1943 році співачка виїхала до Західної України, де працювала у Львівському концертному бюро, виступала у Львові, Дрогобичі та інших містах Східної Галичини.
1944 року емігрувала до Німеччини, де після війни перебувала у таборі переміщених осіб. Давала сольні концерти у Франкфурті-на-Майні, Мюнхені, Ашафенбурзі.
1953 року емігрувала до США й оселилася в Нью-Йорку, де стала брати активну участь у роботі місцевого Літературно-мистецького клубу. Так, 10 жовтня 1964 року вона виступала там разом із видатними діячами української діаспори Йосипом Гірняком, Дарією Гординською-Каранович і скрипалем Володимиром Цісиком на вечорі пам'яті відомого скульптора Сергія Литвиненка, який і заснував цей клуб.
Наприкінці 1950-х Ганна Шерей увійшла до колективу Українського оперного ансамблю під керівництвом Лева Рейнаровича, виступала в операх. Її голос викликав захоплення у публіки. В рецензії на постановку опери С. Гулака-Артемовського «Запорожець за Дунаєм» (1963) відзначалося:
|  | Г. Шерей щиро і правдиво вжилася в ролю зажуреної Одарки. В наріканнях на свою долю, в докорах і погрозах вона вміла передати публіці живучість і вічність жіночих проблем. Її свіжий і вирівняний голос має своєрідну теплоту, а безпосередність музичної експресії створює ій тісний контакт з публікою. |

В 1950—1970 роках Ганна Шерей виступала в славнозвісному Карнеґі-холі, співпрацювала зі співочим товариством «Кобзар», охоче виступала на урочистостях з нагоди відзначення річниць проголошення незалежності й соборності України.
У концертному репертуарі співачки були твори М. Лисенка, С. Воробкевича, М. Аркаса, Д. Січинського, Я. Степового, М. Леонтовича, О. Кошиця, Ф. Шуберта, Ф. Шопена, М. Мусоргського, С. Рахманінова, а також численні українські народні пісні та твори композиторів-емігрантів І. Білогруда, Г. Китастого, В. Кіпи, І. Недільського, А. Рудницького, М. Фоменка, В. Шутя.
Ганна Шерей довгий час була парафіянкою кафедрального собору св. Володимира в Нью-Йорку, співала в його хорі, у її виконанні традиційно звучала молитва «Отче наш».
Співачка також виступала на радіо і телебаченні, записала три платівки з виконанням народних пісень та романсів українських композиторів.
Востаннє перед публікою голос співачки прозвучав 1987 року. Того ж року вона переїхала до будинку опіки для літніх людей при православному монастирі в передмісті Нью-Йорка.
Померла Ганна Шерей 1993 року, похована на православному цвинтарі святого Андрія у м. Баунд-Брук (штат Нью-Джерсі, США).
Художник-графік Микола Михайлович Бондаренко створив портрет співачки Ганни Шерей, який надрукований в альбомі «Корінням із Сумщини».

## Вибрані оперні партії
- Мати («Катерина» М. Аркаса)
- Одарка («Запорожець за Дунаєм» С. Гулака-Артемовського)
- Терпилиха («Наталка Полтавка» М. Лисенка)
- Вакханка («Ноктюрн» М. Лисенка)
- Цвіркунка («Чорноморці» М. Лисенка)
- Дзвінка («Відьма» П. Печеніги-Углицького)